# ABBAs diskografi
Den svenske popgruppe ABBAs diskografi består af ni studiealbums, to livealbums, syv opsamlingsalbum, tre bokssæt, fem videoalbums, 50 singler og 43 musikvideoer. ABBA har solgt over 150 millioner albums på verdensplan (og med påståede salgstal på næsten 400 millioner), og er dermed blandt de bedst sælgende musikere nogensinde. De har fået 9 singler på førstepladsen og 10 albums på førstepladsen i Storbritannien, og er dermed den mest succesfulde svenske gruppe på deres officielle hitlister.
ABBAs største hitsingler på verdensplan er "Dancing Queen" and "Fernando", og Arrival er det mest succefulde album.
Opsamlingsalbummet ABBA Gold: Greatest Hits (1992) er det bedstsælgende album nogensinde i Storbritannien og har solgt over 30 millioner eksemplarer på verdensplan.

## Albums

### Studiealbums
| Titel                                                                         | Albumdetaljer | Højeste hitlisteplacering | Højeste hitlisteplacering | Højeste hitlisteplacering | Højeste hitlisteplacering | Højeste hitlisteplacering | Højeste hitlisteplacering | Højeste hitlisteplacering | Højeste hitlisteplacering | Højeste hitlisteplacering | Højeste hitlisteplacering | Højeste hitlisteplacering | Certificeringer                                                             |
| Titel                                                                         | Albumdetaljer | SWE                       | AUS                       | AUT                       | CAN                       | FRA                       | GER                       | NLD                       | NOR                       | NZ                        | UK                        | US                        | Certificeringer                                                             |
| ----------------------------------------------------------------------------- | --- | ------------------------- | ------------------------- | ------------------------- | ------------------------- | ------------------------- | ------------------------- | ------------------------- | ------------------------- | ------------------------- | ------------------------- | ------------------------- | --------------------------------------------------------------------------- |
| Ring Ring                                                                     | - Udgivet: 26 March 1973 - Pladeselskab: Polar - Formater: LP, CD, kassettebånd, DD                                       | 2                         | 10                        | —                         | —                         | —                         | —                         | —                         | 10                        | 32                        | —                         | —                         | - AUS: 3× Platin                                                            |
| Waterloo                                                                      | - Udgivet: 4 March 1974 - Pladeselskab: Polar - Formater: LP, CD, kassettebånd, DD                                        | 1                         | 18                        | —                         | —                         | —                         | 6                         | 74                        | 1                         | 38                        | 28                        | 145                       | - AUS: 2× Platin - UK: Silver - GER: Platin                                 |
| ABBA                                                                          | - Udgivet: 21 April 1975 - Pladeselskab: Polar - Formater: LP, CD, kassettebånd, DD                                       | 1                         | 1                         | —                         | 55                        | —                         | —                         | 3                         | 1                         | 3                         | 13                        | 174                       | - AUS: 10× Platin - UK: Guld                                                |
| Arrival                                                                       | - Udgivet: 11 October 1976 - Pladeselskab: Polar - Formater: LP, CD, kassettebånd, DD                                     | 1                         | 1                         | 12                        | 4                         | 15                        | 1                         | 1                         | 1                         | 1                         | 1                         | 20                        | - AUS: 18× Platin - CAN: 2× Platin - GER: 2× Platin - UK: Platin - US: Guld |
| The Album                                                                     | - Udgivet: 12 December 1977 - Pladeselskab: Polar - Formater: LP, CD, kassettebånd, DD                                    | 1                         | 4                         | 2                         | 8                         | 13                        | 2                         | 1                         | 1                         | 1                         | 1                         | 14                        | - AUS: Platin - CAN: 2× Platin - GER: Platin - UK: Platin - US: Platin      |
| Voulez-Vous                                                                   | - Udgivet: 23 April 1979 - Pladeselskab: Polar - Formater: LP, CD, kassettebånd, DD                                       | 1                         | 5                         | 2                         | 6                         | 6                         | 1                         | 1                         | 1                         | 2                         | 1                         | 19                        | - AUS: Platin - CAN: 2× Platin - GER: Platin - UK: Platin - US: Guld        |
| Super Trouper                                                                 | - Udgivet: 3 November 1980 - Pladeselskab: Polar - Formater: LP, CD, kassettebånd, DD                                     | 1                         | 5                         | 3                         | 10                        | 8                         | 1                         | 1                         | 1                         | 5                         | 1                         | 17                        | - GER: 2× Platin - UK: Platin - US: Guld                                    |
| The Visitors                                                                  | - Udgivet: 30 November 1981 - Pladeselskab: Polar - Formater: LP, CD, kassettebånd, DD                                    | 1                         | 22                        | 3                         | 18                        | 12                        | 1                         | 1                         | 1                         | 19                        | 1                         | 29                        | - GER: Platin - UK: Platin                                                  |
| Voyage                                                                        | - Udgivet: 5 November 2021 - Pladeselskab: Polar, Universal - Formater: LP, CD, kassettebånd, digital download, streaming | 1                         | 1                         | 1                         | 2                         | 1                         | 1                         | 1                         | 1                         | 1                         | 1                         | 2                         | - SWE: 2× Platin - AUT: Platin - FRA: Platin - GER: 2× Platin - UK: Platin  |
| "—" denotes items which were not released in that country or failed to chart. | |                           |                           |                           |                           |                           |                           |                           |                           |                           |                           |                           |                                                                             |

### Opsamlingsalbums
| Titel                                                                         | Albumdetaljer                                                                                | Højeste hitlisteplacering | Højeste hitlisteplacering | Højeste hitlisteplacering | Højeste hitlisteplacering | Højeste hitlisteplacering | Højeste hitlisteplacering | Højeste hitlisteplacering | Højeste hitlisteplacering | Højeste hitlisteplacering | Højeste hitlisteplacering | Højeste hitlisteplacering | Certificeringer |
| Titel                                                                         | Albumdetaljer                                                                                | SWE                       | AUS                       | AUT                       | CAN                       | FRA                       | GER                       | NLD                       | NOR                       | NZ                        | UK                        | US                        | Certificeringer |
| ----------------------------------------------------------------------------- | -------------------------------------------------------------------------------------------- | ------------------------- | ------------------------- | ------------------------- | ------------------------- | ------------------------- | ------------------------- | ------------------------- | ------------------------- | ------------------------- | ------------------------- | ------------------------- | --- |
| The Best of ABBA                                                              | - Udgivet: August 1975 - Pladeselskab: PolyGram - Formater: LP, CD, kassettebånd             | —                         | 1                         | 1                         | —                         | —                         | 1                         | 7                         | 14                        | 1                         | —                         | —                         | - AUS: 22× Platin - CAN: Guld - GER: Platin                                                                        |
| Greatest Hits                                                                 | - Udgivet: 17 November 1975 - Pladeselskab: Polar - Formater: LP, CD, kassettebånd, DD       | 1                         | —                         | —                         | 2                         | 9                         | —                         | —                         | 1                         | —                         | 1                         | 48                        | - CAN: 5× Platin - GER: Guld - UK: 8× Platin - US: Platin                                                          |
| Greatest Hits Vol. 2                                                          | - Udgivet: 29 October 1979 - Pladeselskab: Polar - Formater: LP, CD, kassettebånd            | 20                        | 20                        | 2                         | 8                         | 5                         | 6                         | 2                         | 25                        | 3                         | 1                         | 46                        | - AUS: Platin - GER: Platin - UK: Platin - US: Guld                                                                |
| Gracias Por La Música                                                         | - Udgivet: 23 June 1980 - Pladeselskab: Septima Records - Formater: LP, kassettebånd         | —                         | —                         | —                         | —                         | —                         | —                         | —                         | —                         | —                         | —                         | —                         | - SPA: Platin |
| The Singles: The First Ten Years                                              | - Udgivet: 8 November 1982 - Pladeselskab: Polar - Formater: LP, CD, kassettebånd            | 29                        | 18                        | —                         | 24                        | 6                         | 5                         | 5                         | 33                        | 5                         | 1                         | 62                        | - GER: Guld - UK: Platin                                                                                           |
| ABBA Guld: Greatest Hits                                                      | - Udgivet: 21 September 1992 - Pladeselskab: PolyGram - Formater: LP, CD, kassettebånd, DD   | 1                         | 1                         | 1                         | 4                         | 1                         | 1                         | 3                         | 1                         | 3                         | 1                         | 25                        | - GLF: 5× Platin - AUS: 17× Platin - CAN: Diamond - FRA: Diamond - GER: 5× Platin - UK: 20× Platin - US: 6× Platin |
| More ABBA Guld: More ABBA Hits                                                | - Udgivet: 24 May 1993 - Pladeselskab: PolyGram - Formater: LP, CD, kassettebånd, DD         | 3                         | 38                        | 7                         | —                         | 10                        | 9                         | 10                        | 16                        | —                         | 13                        | —                         | - CAN: Guld - GER: Guld - FRA: Guld - UK: Platin                                                                   |
| ABBA Oro: Grandes Éxitos                                                      | - Udgivet: 24 September 1993 - Pladeselskab: Polydor, Universal - Formater: LP, CD, cassette | —                         | —                         | —                         | —                         | —                         | —                         | —                         | —                         | —                         | —                         | —                         | |
| Love Stories                                                                  | - Udgivet: 26 October 1998 - Pladeselskab: PolyGram - Formater: LP, CD, cassette             | —                         | —                         | 15                        | —                         | —                         | 82                        | —                         | 30                        | 24                        | 51                        | —                         | |
| The Definitive Collection                                                     | - Udgivet: 2 November 2001 - Pladeselskab: PolyGram, Universal Music - Formater: CD, DD      | 26                        | 10                        | 38                        | —                         | 12                        | 14                        | 39                        | 8                         | 9                         | 17                        | 186                       | - GLF: Guld - AUS: 2× Platin - FRA: Guld - GER: Platin - UK: Guld                                                  |
| 18 Hits                                                                       | - Udgivet: 8 September 2005 - Pladeselskab: PolyGram, Universal Music - Formater: CD, DD     | —                         | 32                        | —                         | —                         | 15                        | 58                        | —                         | —                         | —                         | 15                        | —                         | - AUS: 4× Platin - UK: Platin                                                                                      |
| Number Ones                                                                   | - Udgivet: 20 November 2006 - Pladeselskab: PolyGram, Universal Music - Formater: CD, DD     | 20                        | 36                        | 22                        | —                         | —                         | 24                        | 47                        | 25                        | 1                         | 15                        | —                         | - UK: Guld |
| "—" denotes items which were not released in that country or failed to chart. |                                                                                              |                           |                           |                           |                           |                           |                           |                           |                           |                           |                           |                           | |

### Andre opsamlingsalbums
| Titel                                                                         | Albumdetaljer                                                                                  | Højeste hitlisteplacering | Højeste hitlisteplacering | Højeste hitlisteplacering | Højeste hitlisteplacering | Højeste hitlisteplacering | Højeste hitlisteplacering | Højeste hitlisteplacering | Højeste hitlisteplacering | Højeste hitlisteplacering | Højeste hitlisteplacering | Certificeringer                         |
| Titel                                                                         | Albumdetaljer                                                                                  | AUT                       | CAN                       | GER                       | JPN                       | NLD                       | NZ                        | SPA                       | SWI                       | UK                        | US                        | Certificeringer                         |
| ----------------------------------------------------------------------------- | ---------------------------------------------------------------------------------------------- | ------------------------- | ------------------------- | ------------------------- | ------------------------- | ------------------------- | ------------------------- | ------------------------- | ------------------------- | ------------------------- | ------------------------- | --------------------------------------- |
| The Very Best of ABBA: ABBA's Greatest Hits                                   | - Udgivet: 1976 (Germany)                                                                      | 19                        | —                         | 2                         | —                         | —                         | —                         | —                         | —                         | —                         | —                         | - GER: 3× Guld                          |
| ABBA Greatest Hits 24                                                         | - Udgivet: 1977 (Japan)                                                                        | —                         | —                         | —                         | —                         | —                         | —                         | —                         | —                         | —                         | —                         |                                         |
| All About ABBA                                                                | - Udgivet: 1978 (Japan)                                                                        | —                         | —                         | —                         | —                         | —                         | —                         | —                         | —                         | —                         | —                         |                                         |
| The Magic of ABBA                                                             | - Udgivet: 1980                                                                                | —                         | —                         | —                         | —                         | —                         | —                         | —                         | —                         | —                         | —                         |                                         |
| A Wie ABBA/A Van ABBA                                                         | - Udgivet: 1981 (Germany/Netherlands)                                                          | 1                         | —                         | 1                         | —                         | 1                         | —                         | —                         | —                         | —                         | —                         | - GER: Guld                             |
| Very Best of ABBA                                                             | - Udgivet: 1981 (Japan)                                                                        | —                         | —                         | —                         | —                         | —                         | —                         | —                         | —                         | —                         | —                         |                                         |
| I Love ABBA                                                                   | - Udgivet: 1983                                                                                | 5                         | —                         | 10                        | —                         | —                         | —                         | —                         | 14                        | —                         | —                         |                                         |
| Thank You for the Music                                                       | - Udgivet: 1983 (UK)                                                                           | —                         | —                         | —                         | —                         | —                         | —                         | —                         | —                         | 17                        | —                         | - UK: Guld                              |
| From ABBA With Love                                                           | - Udgivet: 1984 (Netherlands)                                                                  | —                         | —                         | —                         | —                         | 6                         | —                         | —                         | —                         | —                         | —                         |                                         |
| Absolute ABBA                                                                 | - Udgivet: 1988                                                                                | —                         | —                         | —                         | —                         | —                         | —                         | —                         | —                         | 70                        | —                         | - UK: Guld                              |
| The Love Songs                                                                | - Udgivet: 1989 (Netherlands)                                                                  | —                         | —                         | —                         | —                         | 18                        | —                         | —                         | —                         | —                         | —                         |                                         |
| The Music Still Goes On                                                       | - Udgivet: 16 April 1996 (Australia) - Pladeselskab: Atlantic - Formater: CD, Kassettebånd, LP | —                         | —                         | —                         | —                         | —                         | —                         | —                         | —                         | —                         | —                         | - UK: Guld                              |
| 25 Jaar Na Waterloo                                                           | - Udgivet: 2 April 1999 (Netherlands)                                                          | —                         | —                         | —                         | —                         | 1                         | —                         | —                         | —                         | —                         | —                         |                                         |
| 25 Jaar Na Waterloo – Deel 2                                                  | - Udgivet: 10 September 1999 (Netherlands)                                                     | —                         | —                         | —                         | —                         | 7                         | —                         | —                         | —                         | —                         | —                         |                                         |
| The Complete Singles Collection                                               | - Udgivet: 23 November 1999 (Germany) - Pladeselskab: Atlantic - Formater: CD, Cassette        | 11                        | —                         | 10                        | —                         | —                         | —                         | —                         | 6                         | —                         | —                         | - SWI: Guld - GER: Platin               |
| 20th Century Masters – The Millennium Collection: The Best of ABBA            | - Udgivet: 26 September 2000 (NA) - Pladeselskab: Atlantic - Formater: CD, Cassette            | —                         | 20                        | —                         | —                         | —                         | —                         | —                         | —                         | —                         | 189                       | - US: Guld - CAN: Platin                |
| SOS: The Best of ABBA                                                         | - Udgivet: 7 February 2001 (Japan) - Pladeselskab: Atlantic - Formater: CD                     | —                         | —                         | —                         | 3                         | —                         | —                         | —                         | —                         | —                         | —                         | - JPN: 3× Platin                        |
| The Name of the Game                                                          | - Udgivet: October 2002 - Pladeselskab: Atlantic - Format: CD                                  | —                         | —                         | —                         | 126                       | —                         | —                         | —                         | —                         | —                         | —                         | - EU: Platin - SWE: Platin - UK: Platin |
| The ABBA Story                                                                | - Udgivet: 6 July 2004 (GER) - Pladeselskab: Atlantic - Formater: CD, Digital Download         | 21                        | —                         | 31                        | —                         | —                         | —                         | —                         | 14                        | —                         | —                         |                                         |
| The Ultimate Collection                                                       | - Udgivet: 2004 - Format: CD                                                                   | —                         | —                         | —                         | —                         | —                         | —                         | —                         | —                         | —                         | —                         | - UK: Guld                              |
| Todo ABBA                                                                     | - Udgivet: 2004 - Format: CD                                                                   | —                         | —                         | —                         | —                         | —                         | —                         | 4                         | —                         | —                         | —                         | - SPA: Guld                             |
| Classic                                                                       | - Udgivet: 2009 - Pladeselskab: Spectrum Music - Formater:                                     | —                         | —                         | —                         | —                         | —                         | —                         | —                         | —                         | —                         | —                         | - UK: Silver                            |
| Icon                                                                          | - Udgivet: 2010 - Format: CD                                                                   | —                         | 71                        | —                         | —                         | —                         | 24                        | —                         | —                         | —                         | —                         | - CAN: Platin                           |
| The Essential Collection                                                      | - Udgivet: 2012 - Format: CD                                                                   | 47                        | —                         | 16                        | —                         | —                         | —                         | 53                        | —                         | —                         | —                         |                                         |
| 40/40 The Best Selection                                                      | - Udgivet: 2014 - Pladeselskab: Universal Music Japan - Format: CD                             | —                         | —                         | —                         | 26                        | —                         | —                         | —                         | —                         | —                         | —                         |                                         |
| "—" denotes items which were not released in that country or failed to chart. |                                                                                                |                           |                           |                           |                           |                           |                           |                           |                           |                           |                           |                                         |

### Livealbums
| Titel                                                                         | Albumdetaljer                                                                    | Højeste hitlisteplacering | Højeste hitlisteplacering | Højeste hitlisteplacering | Højeste hitlisteplacering | Højeste hitlisteplacering | Højeste hitlisteplacering | Højeste hitlisteplacering | Højeste hitlisteplacering | Certificeringer |
| Titel                                                                         | Albumdetaljer                                                                    | SWE                       | AUT                       | BEL (FLA)                 | FRA                       | GER                       | NLD                       | SWI                       | UK                        | Certificeringer |
| ----------------------------------------------------------------------------- | -------------------------------------------------------------------------------- | ------------------------- | ------------------------- | ------------------------- | ------------------------- | ------------------------- | ------------------------- | ------------------------- | ------------------------- | --------------- |
| ABBA Live                                                                     | - Udgivet: 18 August 1986 - Pladeselskab: Polar, Universal - Formater: LP, CD    | 49                        | —                         | —                         | —                         | —                         | 47                        | —                         | —                         |                 |
| Live at Wembley Arena                                                         | - Udgivet: 29 September 2014 - Pladeselskab: Polar, Universal - Formater: LP, CD | 15                        | 9                         | 16                        | 87                        | 9                         | 12                        | 10                        | 30                        | - GLF: Platin   |
| "—" denotes items which were not released in that country or failed to chart. |                                                                                  |                           |                           |                           |                           |                           |                           |                           |                           |                 |

### Bokssæt
| Thank You for the Music                                                       | - Udgivet: 31 October 1994 - Pladeselskab: PolyGram - Formater: 4xCD, digital download        | 17 | 76 | —  | —  | —  | — | —  |               |
| The Complete Studio Recordings                                                | - Udgivet: 7 November 2005 - Pladeselskab: Universal Music - Formater: 9xCD + 2xDVD           | —  | —  | —  | —  | —  | — | —  |               |
| The Albums                                                                    | - Udgivet: 11 November 2008 - Pladeselskab: Universal Music - Formater: 9CD, digital download | 4  | —  | 57 | 24 | 37 | 7 | 89 | - GLF: Platin |
| "—" denotes items which were not released in that country or failed to chart. |                                                                                               |    |    |    |    |    |   |    |               |

## Singler
| "People Need Love"                                          | 1972 | 17 | —  | —  | —  | —  | —  | —  | —  | —  | —  |                                                                            | Ring Ring                        |
| "He Is Your Brother"                                        | 1972 | —  | —  | —  | —  | —  | —  | —  | —  | —  | —  |                                                                            | Ring Ring                        |
| "Ring Ring"                                                 | 1973 | 1  | 7  | 2  | —  | —  | 5  | 2  | 17 | 32 | —  |                                                                            | Ring Ring                        |
| "Another Town, Another Train"                               | 1973 | —  | —  | —  | —  | —  | —  | —  | —  | —  | —  |                                                                            | Ring Ring                        |
| "Love Isn't Easy (But It Sure Is Hard Enough)"              | 1973 | —  | —  | —  | —  | —  | —  | —  | —  | —  | —  |                                                                            | Ring Ring                        |
| "Rock'n Roll Band"                                          | 1973 | —  | —  | —  | —  | —  | —  | —  | —  | —  | —  |                                                                            | Ring Ring                        |
| "Nina, Pretty Ballerina"                                    | 1973 | —  | —  | 8  | —  | —  | —  | —  | —  | —  | —  |                                                                            | Ring Ring                        |
| "Waterloo"                                                  | 1974 | 2  | 4  | 2  | 1  | 1  | 1  | 1  | 3  | 1  | 6  | - BPI: Guld                                                                | Waterloo                         |
| "Honey, Honey"                                              | 1974 | —  | 30 | 4  | 2  | —  | 17 | 16 | —  | —  | 27 |                                                                            | Waterloo                         |
| "Hasta Mañana"                                              | 1974 | —  | 16 | —  | —  | —  | —  | —  | 9  | —  | —  |                                                                            | Waterloo                         |
| "So Long"                                                   | 1974 | 7  | 16 | 3  | 11 | —  | —  | —  | —  | —  | —  |                                                                            | ABBA                             |
| "I've Been Waiting for You"                                 | 1974 | —  | 49 | —  | —  | —  | —  | —  | 8  | —  | —  |                                                                            | ABBA                             |
| "I Do, I Do, I Do, I Do, I Do"                              | 1975 | —  | 1  | 4  | 6  | —  | 3  | 2  | 1  | 38 | 15 |                                                                            | ABBA                             |
| "Bang-A-Boomerang"                                          | 1975 | —  | —  | —  | —  | —  | —  | —  | —  | —  | —  |                                                                            | ABBA                             |
| "SOS"                                                       | 1975 | —  | 1  | 2  | 1  | 4  | 2  | 2  | 1  | 6  | 15 | - JPN: Platin - BPI: Silver                                                | ABBA                             |
| "Mamma Mia"                                                 | 1975 | 64 | 1  | 3  | 1  | 1  | 12 | 2  | 2  | 1  | 32 | - GLF: 4× Platin - DEN: Guld - ITA: Guld - BPI: Platin                     | ABBA                             |
| "Rock Me"                                                   | 1976 | —  | 4  | —  | —  | —  | —  | —  | 2  | —  | —  |                                                                            | ABBA                             |
| "Fernando"                                                  | 1976 | 2  | 1  | 1  | 1  | 1  | 1  | 2  | 1  | 1  | 13 | - CAN: Guld - IRE: Guld - FRA: Guld - GER: Guld - BPI: Guld                | Non-album single                 |
| "Dancing Queen"                                             | 1976 | 1  | 1  | 4  | 1  | 1  | 1  | 1  | 1  | 1  | 1  | - DEN: Guld - IRE: Guld - ITA: Guld - JPN: Guld - BPI: Platin - RIAA: Guld | Arrival                          |
| "Money, Money, Money"                                       | 1976 | —  | 1  | 3  | 1  | 2  | 1  | 2  | 1  | 3  | 56 | - FRA: Guld - BPI: Guld                                                    | Arrival                          |
| "Knowing Me, Knowing You"                                   | 1977 | —  | 9  | 2  | 1  | 1  | 2  | 6  | 8  | 1  | 14 | - CAN: Guld - BPI: Guld                                                    | Arrival                          |
| "That's Me"                                                 | 1977 | —  | —  | —  | —  | —  | —  | —  | —  | —  | —  |                                                                            | Arrival                          |
| "The Name of the Game"                                      | 1977 | 2  | 6  | 12 | 7  | 2  | 2  | 3  | 4  | 1  | 12 | - BPI: Guld                                                                | ABBA: The Album                  |
| "Take a Chance on Me"                                       | 1978 | —  | 12 | 1  | 3  | 1  | 2  | 8  | 14 | 1  | 3  | - CAN: Guld - BPI: Guld - RIAA: Guld                                       | ABBA: The Album                  |
| "Eagle"                                                     | 1978 | —  | 82 | 17 | 6  | —  | 7  | —  | —  | —  | —  |                                                                            | ABBA: The Album                  |
| "Thank You for the Music"                                   | 1978 | —  | 82 | —  | —  | —  | 7  | —  | —  | 33 | —  |                                                                            | ABBA: The Album                  |
| "Summer Night City"                                         | 1978 | 1  | 13 | 18 | 6  | 1  | 10 | 3  | 37 | 5  | —  | - BPI: Silver                                                              | Non-album single                 |
| "Chiquitita"                                                | 1979 | 2  | 4  | 6  | 3  | 1  | 1  | 4  | 1  | 2  | 29 | - NDL: Guld - JPN: Platin - BPI: Guld                                      | Voulez-Vous                      |
| "Does Your Mother Know"                                     | 1979 | —  | 7  | 13 | 10 | 3  | 3  | —  | 27 | 4  | 19 | - BPI: Silver                                                              | Voulez-Vous                      |
| "Voulez-Vous"                                               | 1979 | —  | 79 | —  | 14 | 3  | 3  | —  | —  | 3  | 80 | - BPI: Silver                                                              | Voulez-Vous                      |
| "Angeleyes"                                                 | 1979 | —  | 79 | —  | —  | 3  | —  | —  | —  | 3  | 64 | - BPI: Silver                                                              | Voulez-Vous                      |
| "Gimme! Gimme! Gimme! (A Man After Midnight)"               | 1979 | 16 | 8  | 2  | 3  | 1  | 2  | 2  | 15 | 3  | —  | - DEN: Guld - FRA: Guld - ITA: Guld - NDL: Guld - BPI: Platin              | Greatest Hits Vol. 2             |
| "As Good as New"                                            | 1979 | —  | —  | —  | —  | —  | —  | —  | —  | —  | —  |                                                                            | Voulez-Vous                      |
| "I Have a Dream"                                            | 1979 | —  | 64 | 1  | 4  | 2  | 1  | —  | —  | 2  | —  | - BPI: Guld                                                                | Voulez-Vous                      |
| "The Winner Takes It All"                                   | 1980 | 2  | 7  | 3  | 4  | 1  | 1  | 3  | 16 | 1  | 8  | - DEN: Guld - NDL: Guld - BPI: Guld                                        | Super Trouper                    |
| "On and On and On"                                          | 1980 | —  | 9  | —  | —  | —  | —  | —  | —  | —  | 90 |                                                                            | Super Trouper                    |
| "Super Trouper"                                             | 1980 | 11 | 77 | 3  | 1  | 1  | 1  | 2  | —  | 1  | 45 | - BPI: Guld                                                                | Super Trouper                    |
| "Happy New Year"                                            | 1980 | —  | —  | —  | —  | —  | —  | —  | —  | —  | —  |                                                                            | Super Trouper                    |
| "Andante, Andante"                                          | 1981 | —  | —  | —  | —  | —  | —  | —  | —  | —  | —  |                                                                            | Super Trouper                    |
| "Lay All Your Love on Me"                                   | 1981 | 68 | —  | —  | 26 | 8  | —  | —  | —  | 7  | —  | - BPI: Silver                                                              | Super Trouper                    |
| "One of Us"                                                 | 1981 | 13 | 48 | 3  | 1  | 1  | 1  | 6  | 43 | 3  | —  | - BPI: Guld                                                                | The Visitors                     |
| "When All Is Said and Done"                                 | 1981 | —  | 81 | —  | —  | —  | —  | —  | —  | —  | 27 |                                                                            | The Visitors                     |
| "Head over Heels"                                           | 1982 | —  | —  | 8  | 19 | 14 | 1  | —  | —  | 25 | —  |                                                                            | The Visitors                     |
| "The Visitors"                                              | 1982 | —  | —  | —  | —  | —  | —  | —  | —  | —  | 63 |                                                                            | The Visitors                     |
| "The Day Before You Came"                                   | 1982 | 3  | 48 | 16 | 5  | 12 | 3  | 5  | —  | 32 | —  |                                                                            | The Singles: The First Ten Years |
| "Under Attack"                                              | 1982 | —  | 96 | —  | 22 | 11 | 7  | —  | —  | 26 | —  |                                                                            | The Singles: The First Ten Years |
| "I Still Have Faith in You"                                 | 2021 | 2  | 39 | 19 | 3  | 18 | 21 | 13 | —  | 14 | —  |                                                                            | Voyage                           |
| "Don't Shut Me Down"                                        | 2021 | 1  | 27 | 14 | 5  | 12 | 18 | 7  | 31 | 9  | —  |                                                                            | Voyage                           |
| "Just a Notion"                                             | 2021 | 22 | —  | —  | 36 | —  | 73 | —  | —  | 59 | —  |                                                                            | Voyage                           |
| "Little Things"                                             | 2021 | 20 | —  | —  | 42 | —  | —  | —  | —  | 61 | —  |                                                                            | Voyage                           |
| "No Doubt About It"                                         | 2022 | 29 | —  | —  | —  | —  | —  | —  | —  | —  | —  |                                                                            | Voyage                           |
| "—" denotes the single failed to chart or was not released. |      |    |    |    |    |    |    |    |    |    |    |                                                                            |                                  |

Noter
1. ↑  The UK, Australian and New Zealand chart entry for "Ring Ring" was the 1974 remix (released following "Waterloo"'s Eurovision success), not the 1973 original.
2. ↑  "SOS" did not enter the Swedish Singellista Chart upon original release, but peaked at number 12 on the Swedish Heatseeker Chart in 2021.[50]
3. ↑  "Take a Chance on Me" did not enter the Swedish Singellista Chart upon original release, but peaked at number 11 on the Swedish Heatseeker Chart in 2021.[50]
4. ↑  "Does Your Mother Know" did not enter the Swedish Singellista Chart upon original release, but peaked at number 15 on the Swedish Heatseeker Chart in 2021.[50]
5. ↑  "Voulez-Vous" did not enter the Swedish Singellista Chart upon original release, but peaked at number 18 on the Swedish Heatseeker Chart in 2021.[50]
6. ↑  "One of Us" did not enter the US Billboard Hot 100, but peaked at number seven on the Bubbling Under Hot 100 chart.[52]
7. ↑  "I Still Have Faith in You" did not enter the NZ Singles Chart, but peaked at number 6 on the NZ Hot Singles Chart.[53]
8. ↑  "Don't Shut Me Down" did not enter the US Billboard Hot 100, but peaked at number 32 on the Digital Song Sales chart.[54]
9. ↑  "Just a Notion" did not enter the NZ Top 40 Singles Chart, but peaked at number 27 on the NZ Hot Singles Chart.[55]
10. ↑  "Little Things" did not enter the NZ Top 40 Singles Chart, but peaked at number 37 on the NZ Hot Singles Chart.[56]
11. ↑  "No Doubt About It" did not enter the UK Singles Chart, but peaked at number 69 on the UK Singles Downloads Chart.[58]

### Promo udgivelser
| Titel                                 | År   | Album                             |
| ------------------------------------- | ---- | --------------------------------- |
| "Dum Dum Diddle" (Argentina)          | 1976 | promo                             |
| "Live '77" (Sweden)                   | 1976 | promo                             |
| "One Man, One Woman" (Taiwan)         | 1978 | promo                             |
| "Sång Till Görel" (Sweden)            | 1979 | promo                             |
| "Hovas Vittne/Tiveds Hambo" (Sweden)  | 1979 | promo                             |
| "Slipping Through My Fingers" (Japan) | 1979 | The Visitors                      |
| "The Way Old Friends Do" (Europe)     | 1993 | promo                             |
| "Dream World"                         | 1994 | Thank You for the Music (box set) |
| "Put On Your White Sombrero"          | 1994 | Thank You for the Music (box set) |

### Gendugivelser
| Titel                        | År   | Højeste hitlisteplacering | Højeste hitlisteplacering | Højeste hitlisteplacering | Højeste hitlisteplacering | Højeste hitlisteplacering | Højeste hitlisteplacering | Højeste hitlisteplacering | Højeste hitlisteplacering | Certificeringer | Album                                 |
| Titel                        | År   | SWE                       | AUS                       | GER                       | IRE                       | NL                        | NOR                       | NZ                        | UK                        | Certificeringer | Album                                 |
| ---------------------------- | ---- | ------------------------- | ------------------------- | ------------------------- | ------------------------- | ------------------------- | ------------------------- | ------------------------- | ------------------------- | --------------- | ------------------------------------- |
| "Thank You for the Music"    | 1983 | —                         | —                         | —                         | 17                        | 23                        | —                         | —                         | 33                        | - BPI: Silver   | Thank You for the Music               |
| "Dancing Queen"[A]           | 1992 | 15                        | 37                        | 22                        | 9                         | 24                        | 5                         | 14                        | 16                        |                 | ABBA Guld                             |
| "Voulez-Vous"[A]             | 1992 | —                         | —                         | —                         | —                         | 64                        | —                         | —                         | —                         |                 | ABBA Guld                             |
| "Thank You for the Music"[A] | 1992 | —                         | —                         | 55                        | —                         | —                         | —                         | —                         | —                         |                 | ABBA Guld                             |
| "Summer Night City"[B]       | 1994 | —                         | —                         | —                         | —                         | —                         | —                         | —                         | —                         |                 | More ABBA Guld: More ABBA Hits        |
| "Happy New Year"             | 1999 | 4                         | —                         | 75                        | —                         | 15                        | 5                         | —                         | —                         |                 | The Complete Singles Collection       |
| "SOS"[C]                     | 2001 | —                         | —                         | —                         | —                         | —                         | —                         | —                         | —                         |                 | SOS: The Best of ABBA                 |
| "Waterloo"[D]                | 2004 | —                         | —                         | —                         | —                         | —                         | —                         | —                         | 20                        |                 | Waterloo: 30th Anniversary Collection |
| "Happy New Year"[E]          | 2008 | 4                         | —                         | —                         | —                         | —                         | 11                        | —                         | —                         |                 | The Complete Singles Collection       |
| "Mamma Mia"[F]               | 2008 | —                         | 48                        | —                         | —                         | —                         | —                         | —                         | 56                        |                 | ABBA                                  |
| "Dancing Queen"[F]           | 2008 | —                         | 58                        | —                         | —                         | —                         | —                         | —                         | —                         |                 | Arrival                               |
| "Honey, Honey"[F]            | 2008 | —                         | —                         | —                         | —                         | —                         | 16                        | —                         | —                         |                 | Waterloo                              |
| "Happy New Year"             | 2010 | —                         | —                         | —                         | —                         | 8                         | —                         | —                         | —                         |                 | The Complete Singles Collection       |

Noter
- A^ "Dancing Queen", "Voulez-Vous" and "Thank You for the Music" were reissues of the original songs to promote the 1992 compilation ABBA Guld.[59]
- B^ "Summer Night City" was released to promote the 1993 compilation More ABBA Guld: More ABBA Hits.[60]
- C^ "SOS" was reissued as a double A-side single with "Chiquitita" to promote the Japan-only compilation SOS: The Best of ABBA. The song has sold more than 130,000 copies and became the best-selling single of 2001 performed by a Western artist in Japan.
- D^ "Waterloo" was a reissue of the original song to promote the 2004 reissue of Waterloo as a 30th Anniversary Edition.
- E^ "Happy New Year" peaked at number 25 on the Danish singles chart upon its reissue in 2008.[61]
- F^ "Mamma Mia", "Dancing Queen" and "Honey, Honey" were reissued due to the popularity of Mamma Mia! The Movie.

## Andre snage på hitlisterne
| Titel                     | År   | Højeste hitlisteplacering | Højeste hitlisteplacering | Højeste hitlisteplacering | Højeste hitlisteplacering | Højeste hitlisteplacering | Højeste hitlisteplacering | Album  |
| Titel                     | År   | SWE                       | IRE                       | JPN OS                    | NLD                       | NZ Hot                    | UK                        | Album  |
| ------------------------- | ---- | ------------------------- | ------------------------- | ------------------------- | ------------------------- | ------------------------- | ------------------------- | ------ |
| "When You Danced with Me" | 2021 | 8                         | 43                        | 11                        | 67                        | 27                        | 67                        | Voyage |
| "I Can Be That Woman"     | 2021 | 23                        | —                         | —                         | —                         | —                         | —                         | Voyage |
| "Keep an Eye on Dan"      | 2021 | 19                        | —                         | —                         | —                         | —                         | —                         | Voyage |
| "Bumblebee"               | 2021 | 25                        | —                         | —                         | —                         | —                         | —                         | Voyage |
| "Ode to Freedom"          | 2021 | 30                        | —                         | —                         | —                         | —                         | —                         | Voyage |

Noter
1. ↑  "I Can Be That Woman" did not enter the UK Singles Chart, but peaked at number 48 on the UK Singles Downloads Chart.[58]
2. ↑  "Keep an Eye on Dan" did not enter the UK Singles Chart, but peaked at number 88 on the UK Singles Downloads Chart.[58]
3. ↑  "Bumblebee" did not enter the UK Singles Chart, but peaked at number 85 on the UK Singles Downloads Chart.[58]
4. ↑  "Ode to Freedom" did not enter the UK Singles Chart, but peaked at number 81 on the UK Singles Downloads Chart.[58]

## Andre otprædender
| Year | Song(s)                                                                | Album                               |
| ---- | ---------------------------------------------------------------------- | ----------------------------------- |
| 1975 | "Pick a Bale of Cotton", "On Top of Old Smokey", og "Midnight Special" | Stars Im Zeichen Eines Guten Sterns |

## Videografi

### Videoalbums
| År   | Title                          | Format                                |
| ---- | ------------------------------ | ------------------------------------- |
| 1980 | ABBA                           | LaserDisc (MCA DiscoVision)           |
| 1992 | ABBA Guld                      | VHS, Video CD, LaserDisc              |
| 1993 | More ABBA Guld: More ABBA Hits | VHS, Video CD, LaserDisc              |
| 1994 | Thank You ABBA                 | VHS, Video CD                         |
| 1999 | ABBA The Winner Takes It All   | VHS, Video CD, DVD                    |
| 2002 | ABBA: The Ultimate Review      | DVD                                   |
| 2002 | ABBA The Definitive Collection | 2 CD/DVD box-set, Video CD, DVD       |
| 2003 | ABBA Guld                      | DVD                                   |
| 2004 | ABBA in Concert                | Video CD, DVD, LaserDisc*             |
| 2004 | ABBA: The Last Video           | DVD                                   |
| 2004 | ABBA Super Troupers            | DVD                                   |
| 2005 | ABBA The Movie                 | DVD, HD-DVD, Blu-ray                  |
| 2006 | ABBA Number Ones               | Video CD, DVD                         |
| 2006 | ABBA 16 Hits                   | Video CD, DVD                         |
| 2009 | ABBA in Japan                  | Single DVD/Double DVD Special Edition |
| 2012 | ABBA The Essential Collection  | 2 CD/DVD                              |

- The LaserDisc version of ABBA In Concert was released in 1990 without the Bonus Material.

### Musikvideoer
| År   | Titel                                         | Instruktør                             | Noter                                                                                        |
| ---- | --------------------------------------------- | -------------------------------------- | -------------------------------------------------------------------------------------------- |
| 1974 | "Waterloo"                                    | Lasse Hallström                        | Filmed in summer 1974                                                                        |
| 1974 | "Ring Ring"                                   | Lasse Hallström                        | Filmed in summer 1974                                                                        |
| 1975 | "Mamma Mia"                                   | Lasse Hallström                        |                                                                                              |
| 1975 | "SOS"                                         | Lasse Hallström                        |                                                                                              |
| 1975 | "Bang-A-Boomerang"                            | Lasse Hallström                        |                                                                                              |
| 1975 | "I Do, I Do, I Do, I Do, I Do"                | Lasse Hallström                        |                                                                                              |
| 1976 | "Fernando"                                    | Lasse Hallström                        | The opening image of a sunset was achieved by filming straight from the pages of a magazine. |
| 1976 | "Dancing Queen"                               | Lasse Hallström                        |                                                                                              |
| 1976 | "When I Kissed the Teacher"                   | Per Falkman (SVT crew)                 |                                                                                              |
| 1976 | "Money, Money, Money"                         | Lasse Hallström                        |                                                                                              |
| 1977 | "Knowing Me, Knowing You"                     | Lasse Hallström                        |                                                                                              |
| 1977 | "That's Me"                                   | Lasse Hallström                        |                                                                                              |
| 1977 | "The Name of the Game"                        | Lasse Hallström                        |                                                                                              |
| 1978 | "Take a Chance on Me"                         | Lasse Hallström                        |                                                                                              |
| 1978 | "Eagle"                                       | Lasse Hallström                        |                                                                                              |
| 1978 | "One Man, One Woman"                          | Lasse Hallström                        |                                                                                              |
| 1978 | "Thank You for the Music"                     | Lasse Hallström                        |                                                                                              |
| 1978 | "Summer Night City"                           | Lasse Hallström                        |                                                                                              |
| 1979 | "Chiquitita"                                  | BBC crew                               |                                                                                              |
| 1979 | "Does Your Mother Know"                       | Lasse Hallström                        |                                                                                              |
| 1979 | "Voulez-Vous"                                 | Lasse Hallström                        |                                                                                              |
| 1979 | "Gimme! Gimme! Gimme! (A Man After Midnight)" | Lasse Hallström                        |                                                                                              |
| 1979 | "Estoy Soñando"                               | Lasse Hallström                        |                                                                                              |
| 1979 | "I Have a Dream"                              | Urban Lasson                           |                                                                                              |
| 1980 | "Conociéndome, Conociéndote"                  | Lasse Hallström                        |                                                                                              |
| 1980 | "Gracias por la Música"                       | Lasse Hallström                        |                                                                                              |
| 1980 | "On and On and On"                            | Anders Hanser (photo montage)          |                                                                                              |
| 1980 | "The Winner Takes It All"                     | Lasse Hallström                        |                                                                                              |
| 1980 | "Super Trouper"                               | Lasse Hallström                        |                                                                                              |
| 1980 | "Happy New Year"                              | Lasse Hallström                        |                                                                                              |
| 1980 | "Felicidad"                                   | Lasse Hallström                        |                                                                                              |
| 1981 | "Lay All Your Love on Me"                     | video collage                          |                                                                                              |
| 1981 | "When All Is Said and Done"                   | Lasse Hallström                        |                                                                                              |
| 1981 | "One of Us"                                   | Lasse Hallström                        |                                                                                              |
| 1981 | "No Hay a Quien Culpar"                       | Lasse Hallström                        |                                                                                              |
| 1982 | "Head over Heels"                             | Lasse Hallström                        |                                                                                              |
| 1982 | "The Day Before You Came"                     | Kjell Sundvall and Kjell-Åke Andersson |                                                                                              |
| 1982 | "Under Attack"                                | Kjell Sundvall and Kjell-Åke Andersson |                                                                                              |
| 2004 | "The Last Video"                              | Radical Media UK                       |                                                                                              |
| 2021 | "I Still Have Faith in You"                   | Shynola                                |                                                                                              |
| 2021 | "Little Things"                               | Sophie Muller                          |                                                                                              |